# 1147
سنة 1147 كانت سنة بسيطة تبدأ يوم الأربعاء (الرابط يظهر نموذج التقويم الكامل للسنة) من التقويم اليولياني.

## أحداث
- عبد المؤمن بن علي مؤسس دولة الموحدين يسيطر على مراكش ويقضي على دولة المرابطين بعد مقتل إسحاق بن علي.
- سيطرة النورمان الصقليون على قابس
- معركة ضورليم الثانية
- بداية الحملة الصليبية الثانية
- أول ذكر لموسكو وفولوغدا في مصادر تاريخية
- حصار لشبونة
- سقوط ألمرية بعد شهرين من الحصار
- الموحدون يسيطرون على إشبيلية

## مواليد
- ابن قدامة
- ميناموتو نو يوريتومو

## وفيات
- إبراهيم بن تاشفين
- إسحاق بن علي
- ابن بسام